# Terry
Terry (fransk: Milou – opkaldt efter Hergés barndomskæreste) er navnet på titelpersonens hund i tegneserien Tintins oplevelser. Det er en hvid ruhåret foxterrier, der trofast følger med Tintin på alle hans eventyr. Om det så er måneekspeditionen i Månen tur-retur, så fremstilles en speciel rumdragt til Terry, så den kan være med.

## Historie
Terry forstår alt, hvad dens herre siger, og undertiden kommenterer den handlingen på forskellig vis (hvad personerne i historien dog ikke forstår). Den gør normalt sin pligt, men en gang imellem splittes den mellem pligten og fornøjelsen, hvilket illustreres ved engel- og djævel-udgaven af hunden (en teknik, der kendes fra Walt Disney). Den er ikke altid vild med de eventyr, som dens herre kaster sig ud i, den vil helst have fred og ro.